# Île des Pétrels
Île des Pétrels (engelska: Petrel Island) är den största ön i Archipel de Pointe Geologie i Frankrikes kravområde i Antarktis, Adélieland. Ön ligger väster om Astrolabeglaciären, och fem kilometer utanför det antarktiska fastlandet. Den är omkring en kilometer lång och fyra kilometer hög. 
Området upptäcktes 1840 av den franske polarutforskaren  Jules Dumont d'Urville. Île des Pétrels blev flygfotograferat under amerikanska Operation Highjump 1946-47, och därefter kartlagd av en fransk expedition 1949-1951, som namngav den efter alla ispetrellnästen som fanns på ön. 
På Île des Pétrels ligger Frankrikes huvudbas i Antarktis, Base antarctique Dumont d'Urville, som har varit bemannad året om sedan 1956. 
En träbyggnad kallad Base Marret, där sju man under kommando av Mario Marrett övervintrade efter branden på forskningsstationen Port-Martin 1952, är uppförd på listan över historiska platser och kulturminnen i Antarktis, och skyddade av bestämmelserna i Antarktisfördraget. På samma lista står ett järnkors som rests till minne av meteorologen André Prudhomme som försvann under en snöstorm 7 januari 1959 på den tredje IGY-expeditionen.
År 2010 omkom tre personer från franska polarforskningsinstitutet (IPEV) i en helikopterolycka på ön.